# Юста Грата Гонорія
Юста Грата Гонорія (лат. Iusta Grata Honoria, грец. Ὁνωρία, близько 417 — після 452 рр.) — сестра імператора Західноримської імперії Валентиніана III.
Прославилась тем, що попросила вождя гуннов Атіллу звільнити її від влади брата та ймовірно, щоб навіть взяти за дружину, аби уникнути її примусового одруження з римським сенатором похилого віку. Використовуючи послання Гонорії як привід, Аттіла атакував Західну Римську імперію.

## Сім'я
Гонорія була єдиною донькою пізнішого імператора Констанція III і Галли Плацидії. Її перші два імені були на честь її двоюрідних тіток по материнській лінії, Юста і Грата, дочок Валентиніана I і Юстини, а третє - на честь імператора, який правив на момент її народження, її зведеного дядька Гоноріуса. Її зведений брат по матері Феодосій, народжений у 414 році від першого шлюбу Плацидії з королем вестготів Атаульфом, помер у дитинстві, ще до народження Гонорії. Її молодший брат, Валентиніан III, був її рідним братом.

## Біографія
Рік народження Юсти Грати Гонорії приблизно визначається за деякими фактами. Її молодший брат Валентиніан народився 3 липня 419 року, що обмежує дату її народження періодом в один рік, між жовтнем 417 і вереснем 418 року. В 421 році Констанцій став співправителем Гонорія, але у вересні того ж року помер. Завдяки короткочасному перебуванню батька на імператорському престолі Гонорія отримала титул «Августа».
Незабаром в Равенні розгорнулася боротьба за владу палацових партій, що склалися навколо імператора Гонорія та його владної сестри. За Галлу Плацидію стояли готи з її оточення (наслідки шлюбу з королем вестготов Атаульфом) і варварський елемент в імперській армії. Хроніст Кассіодор повідомив про чутки, що Плацидія навіть звернулася за допомогою до неназваних ворогів імперії, в яких можна побачити вестготів у Галлії. На вулицях столиці Равенни відбулися «побоїща», після чого Гонорій, позбавивши Плацидію титулу «Августа», вислав її в 423 разом з дітьми до Константинополя, де правив його племінник, імператор Феодосій Молодший.
Того ж року Гонорій помер, але владу над Західною Римською імперією захопив начальник імперської канцелярії в Равенні Іоанн. 425 року візантійські війська скинули узурпатора, віддавши трон законному спадкоємцю Валентиніану. Правити як регент стала його мати Галла Плацидія, і тепер Гонорія носила титул «Августи» як сестра правлячого імператора.
437 року Валентиніан одружився з Ліцинією Євдоксією, донькою візантійського імператора Феодосія Молодшого (і водночас своєю племінницею). Його старша сестра Гонорія, вже вийшовши з юного віку, продовжувала залишатися без чоловіка і навіть не була ні з ким заручена. Можливо мати і правлячий брат дуже обережно ставилися до шлюбу Гонорії, через її високе походження (онука засновника династії, імператора Феодосія Великого) побоюючись появи небажаних претендентів на трон. Близько 441 року воєначальник і водночас придворний поет Меробауд написав поему на честь хрещення доньки Валентиніана, де приділив кілька рядків і Гонорії: "Коли його сестра стоїть поруч із ним, вона подібно до місяця осяяна світлом сонця. Якщо вона вийде заміж, відповідний образ буде виглядати як союз Фетіди з Пелеєм".
Поетичне порівняння Меробауда, що використовує героїв давньогрецьких міфів, можливо, відображає владний і сильний характер Гонорії. Умовою для одруження Пелея з морською німфою Фетідою була його перемога в єдиноборстві з нареченою. Пелей переміг Фетіду, тримаючи її своїми могутніми руками, незважаючи на те, що Фетіда набувала вигляду левиці, змії і навіть перетворювалася на воду.
Характер Гонорії проявився близько 449 року, коли відбулися події, що різко змінили долю самої Гонорії та призвели, за легендами, до спустошливої навали Аттіли на Італію і Галію.

## Скандали
Гонорія потрапляла в багато скандалів в імператорському житті. Першим скандалом був її зв'язок і вагітність від чоловіка, який працював у її господарстві, про що писав Іоанн Антіохійський у 7 столітті. До цього Гонорія мала владу як королівська Августа, однак цю владу було відібрано після роману. Вагітність становила проблему для лінії престолонаслідування, бо якщо Гонорія мала сина, а її брат мав дочок, існував шанс, що влада могла перейти до сина Гонорії, не враховуючи можливої боротьби з Гонорією та її коханцем. З цієї причини у неї відібрали титул Августи, а чоловіка, з яким вона мала стосунки, вбили. Гонорію відправили заміж за багатого сенатора, який не мав подальших політичних амбіцій. Ця спроба приборкати її владу мала наслідки, які вплинули на всю імперію.
Зростання в оточенні впливових жінок, таких як її мати та тітки, дало Гонорії презумпцію, що імператорські жінки, такі як вона, повинні мати певну владу. Рим мав історію сильних імператорських жінок, які діяли в межах гендерних ролей, щоб збільшити свою владу, і ця історія вплинула на Гонорію, яка намагалася реалізувати свою владу. Це призвело до того, що вона звернулася по допомогу до Аттіли Гунна, коли у неї відібрали ту владу, яку вона мала. Імператор відволікався на безліч різних проблем, таких як напад Британії, Північної Африки та Іспанії, а також безперервне просування Аттіли Гунна. Західна імперія постійно слабшала, і Гонорія прискорила вторгнення гунів своїм посланням до Аттіли. Вона відправила свого євнуха з перснем і посланням з проханням про допомогу у 450 р. Чи було це послання пропозицією, широко обговорюється, однак Аттіла витлумачив його саме так, і він вирішив вторгнутися начебто від імені Гонорії.
Деякі історики звинувачують Гонорію в падінні Західної імперії, але це падіння вже було в процесі, зважаючи на постійне ослаблення імперії. Гонорія бачила проблеми всередині імперії, а також брак влади у порівнянні з братом і матір'ю, що змусило її шукати влади для себе через Аттілу. гуни вторглися б інакше, враховуючи їхню залежність від римських товарів для підтримки своєї економіки. З цієї причини, замість того, щоб вважати Гонорію винною у повному падінні Західної імперії, історики повинні вважати її розумною. Оскільки вона була високопоставленою в уряді, вона могла бачити тріщини, що утворювалися в палаці. Її союз з гунами був політичним кроком, оскільки вона розуміла, що гуни зруйнують Римську імперію, якщо їм випаде нагода. Крім того, вона б скоріше повернула собі владу в гуннській імперії як людина вищого рангу, ніж у Римській імперії, в якій вона не мала жодних шансів піднятися без свого титулу «Августи».

## Подальша доля
Про подальшу долю Гонорії мало що відомо після цього. Галла Плацидія була змушена втрутитися і виступити за заслання, а не страту, щоб захистити Гонорію від Валентиніана ІІІ. Можна припустити, що вона була одружена з Геркуланом, але, завершуючи свою розповідь про цю подію, Іоанн Антіохійський пише: "І так Гонорія була звільнена від небезпеки, яка їй загрожувала в цей час". Вказуючи на останні 3 слова цього речення, Бері запитує: "Чи означає це, що вона понесла якесь покарання після цього, гірше навіть за безглуздий шлюб?"
. Нарешті, оскільки її ім'я не з'являється у списку важливих осіб, яких вандали забрали до Карфагену після розграбування міста, захоплення її невістки та племінниць і вбивства її брата у 455 році, Оост припускає, що на той час вона вже була мертва; чи то з природних причин, чи за наказом її брата імператора, Оост визнає, що "у нас немає достатніх доказів", щоб вирішити це питання .
Через те, що Гонорія була жінкою з імператорської родини, важко дізнатися про її життя поза скандалами. Письменники не часто писали про жінок, з якими нічого не відбувалося, і поза скандалами Гонорія, здається, трималася сама по собі, дбаючи про своє домашнє господарство. Це ускладнює розуміння її способу життя до і після скандалів, оскільки про неї мало написано. З цієї причини ми повинні робити висновки на основі першоджерел, але це не дає повної картини, оскільки в той час було більше, на чому варто було зосередитися. Це не робить Гонорію неважливою, але натомість перешкоджає історикам з'ясувати справжні мотиви її вчинків. Незважаючи на це, будь-яка жінка була б розлючена, якби у неї відібрали владу, тому не є чимось незвичайним припущення, що в часи сильних жінок, подібно до своєї матері, Гонорія намагалася здобути владу для себе за допомогою варварського вождя. Хоча багато хто вважає, що це сприяло падінню імперії, було багато інших факторів, які вплинули на падіння, таких як запальні монархи, амбітні варвари та постійні зради. Тож хоча Гонорія могла ще більше послабити імперію, тріщини вже були сформовані, щоб вплинути на кінець західної імперії.